# هری پاتر (شخصیت)
هری جیمز پاتر (به انگلیسی: Harry James Potter)، نام قهرمان سری داستان‌های فانتزی هری پاتر نوشته‌شده توسط جوآن رولینگ است که در جهان به طرز گسترده‌ای از آن استقبال شده‌است.
در داستان‌های هری پاتر بهترین دوستان وی رونالد ویزلی و هرماینی گرنجر هستند. در فیلم‌ها، نقش این شخصیت را دنیل ردکلیف، بازیگر انگلیسی بازی کرده‌است. بسیاری از منتقدان ، بازی دنیل ردکلیف را در این فیلم ستوده اند.

## تولد شخصیت هری پاتر
به گفته رولینگ، ایده اولیه شخصیت هری پاتر در سال ۱۹۹۰ هنگامی به ذهنش رسید که به دلیل نقص فنی، چهار ساعت در انتظار حرکت قطار منچستر-لندن در کوپه‌ای نشسته بود. وی در این باره گفته‌است: «در قطار نشسته بودم و از پنجره به چند گاو نگاه می‌کردم (صحنه‌ای که چندان الهام‌بخش نبود!) که ناگهان بی‌مقدمه فکر هری در برابر چشم باطنم پدیدار شد. خودم هم نمی‌دانم چرا و چگونه چنین فکری به ذهنم رسید. اما همان وقت بود که فکر هری و مدرسه جادوگری به روشنی در ذهنم جان گرفت. اولین فکری که به ذهنم راه یافت پسری بود که نمی‌دانست چه کسی است.»∗
رولینگ در هفته‌های بعد به گسترش این ایده پرداخت ولی مرگ مادرش (که به بیماری ام اس مبتلا بود) در همان سال شوک عصبی بزرگی به او وارد کرد. بزرگ‌ترین حسرت زندگیش این بود که چرا هیچ قسمتی از داستان هری پاتر را برای مطالعه در اختیار مادرش نگذاشته‌بود.∗ نویسنده با چشمانی اشک آلود از نخستین روزهایی سخن می‌گوید که به جزئیات زندگی هری، پسرک یتیم، می‌پرداخت و در همان روزها ناچار بود غم از دست دادن مادرش را تحمل کند. وی در مصاحبه با بوستون گلوب دربارهٔ احساسش در زمان خلق نخستین کتاب هری‌پاتر گفته‌است: «تصور کودکی که از حد و مرز دنیای بزرگ‌ها می‌گریزد و به جایی می‌رود که در آنجا خود دارای قدرت است جذابیت بسیاری برایم داشت. داستانی که خواننده را به دنیای دیگری می‌برد همواره با استقبال مردم روبه‌رو می‌شود.»∗

## سیر تغییر و تحول شخصیت هری پاتر
در طی مجموعه‌کتاب‌های هری پاتر، سیر تغییر و تحولی شخصیت هری پاتر به وضوح قابل مشاهده‌است. در ادامه این مطلب به این سیر خواهیم پرداخت. 

### هری پاتر: یک کودک
در هری پاتر و سنگ جادو، ما با هری پسر یازده‌ساله‌ای آشنا می‌شویم که در نزد خاله و شوهرخالهٔ بداخلاقش (عمو ورنون و خاله پتونیا و پسرشان، دادلی، زندگی سختی را می‌گذراند؛ ولی در سالروز تولد یازده‌سالگیش فردی به نام هاگرید به او اطلاع می‌دهد که جادوگر است و پدر و مادرش به دست پلیدترین جادوگر قرن با نام لرد ولدمورت به قتل رسیده‌اند. هدف ولدمورت کشتن هری پاتر خردسال بود زیرا در پیشگویی گفته شده بود که روزی هری پاتر با ولدمورت به نبرد برخاسته و او را نابود می‌کند. هنگامی که ولدمورت به درهٔ گودریک رفت تا هری پاتر را به قتل برساند مادر هری برای محافظت از فرزندش جان خود را فدای وی کرد در نتیجه عشق و محبت مادر هری در هری مصونیت ایجاد کرد. هنگامی که ولدمورت چوبدستی را به سمت هری پاتر گرفت خود تقریباً نابود شد و هری پاتر کوچک زنده ماند. وی با ورود به مدرسهٔ جادوگری هاگوارتز با بهترین دوستانش، رون و هرماینی آشنا می‌شود. همچنین می‌فهمد که مدیر مدرسه، آلبوس دامبلدور، بزرگ‌ترین جادوگر قرن مدرن و دوستدار هری و سوروس اسنیپ، معلم درس معجون‌سازی، به علتی نامعلوم از هری متنفر است. وی پی می‌برد که ولدمورت، با همکاری یکی از استادان مدرسه (که ابتدا تصور می‌شود اسنیپ است ولی بعد معلوم می‌شود پروفسور کوییرل، استاد درس دفاع در برابر جادوی سیاه است)، به سنگ جادو که به صاحبش عمر جاودانه می‌بخشددست پیدا کنند تا ولدمورت بتواند باز به قدرت برسد ولی هری با همکاری رون و هرماینی، موفق می‌شوند که او را از این کار بازدارند. در این کتاب هری نخستین بار با مسوولیتی روبه‌رو می‌شود و موفق می‌شود که به مسوولیت خویش عمل کند. ∗
در کتاب هری پاتر و تالار اسرار هری و دوستانش متوجه می‌شوند که تالار اسرار (تالاری که به وسیلهٔ سالازار اسلیترین یکی از بنیانگذاران هاگوارتز ساخته‌شده‌بود) توسط شخصی نامعلوم باز شده و هیولای درونش به دانش‌آموزان مشنگ زاده حمله می‌کند. مدرسه به سوی اغتشاش می‌رود ولی خوشبختانه کسی کشته نمی‌شود و هری راز تالار اسرار را کشف می‌کند و متوجه می‌شود که در واقع این تالار به وسیله جینی ویزلی، خواهر رون که جسمش توسط دفترچه خاطرات لرد ولدمورت به تسخیر درآمده‌بوده باز شده‌است. هری با به خطر انداختن جان خود موفق می‌شود دفترچه خاطرات را نابود کند و جان جینی را نجات دهد. هری، بار دیگر، در نبردی که گمان می‌کرد شکست می‌خورد شرکت می‌کند و دوباره پیروز می‌شود.∗
در هری پاتر و زندانی آزکابان پی می‌بریم که سیریوس بلک، قاتل زنجیره‌ای مخوفی که دوازده تن را در خیابانی به قتل رسانده، از آزکابان، زندان جادوگران، فرار کرده‌است. نفرت از سیریوس بلک در طول داستان اوج می‌گیرد و اوج این نفرت زمانی است که هری آگاه می‌شود که بلک بهترین دوست پدرش، جیمز پاتر، و پدرخوانده هری بوده ولی به آنان خیانت کرده و محل اختفای آنان را به ولدمورت اطلاع داده‌است و همین امر باعث مرگ آنان شده‌است. اما ناگهان در پایانی کاملاً غیر منتظزه خواننده آگاه می‌شود که بلک در واقع بی‌گناه‌است و جنایاتی که وی به انجام آنان متهم شده بود در واقع توسط پیتر پتی‌گرو، دوست دیگر جیمز و سیریوس انجام گرفته‌است. سرانجام هری موفق می‌شود سیریوس بلک را فراری دهد و باعث نجات وی شود. در این کتاب هری پی می‌برد که در دنیای واقعی سیاه و سفید وجود ندارد و این خاکستری است که دنیای انسان‌ها را می‌سازد. ∗

### هری پاتر: یک نوجوان
در هری پاتر و جام آتش هری متوجه می‌شود که مسابقات قهرمانی سه‌جادوگر، مسابقاتی بسیار سخت و خطرناک، پس از سال‌ها قرار است در هاگوارتز انجام گیرد ولی شخصی نامعلوم، نام هری نیز به عنوان داوطلب شرکت در این مسابقات اعلام می‌کند و هری مجبور به شرکت در مسابقات می‌شود. هری پس از تلاش زیادی، مراحل دشوار این مسابقه را یکی پس از دیگری پشت سر می‌گذارد ولی با دست زدن به جام قهرمانی، به ناگاه به قبرستان درهٔ گودریک منتقل می‌شود که لرد ولدمورت منتظر اوست. ولدمورت با استفاده از خون هری، موفق می‌شود به زندگی بازگردد و سپس اقدام به قتل هری می‌نماید ولی با متصل شدن جوبدستی هری و ولدمورت، هری موفق می‌شود فرار کند و به هاگوارتز بازگردد. در این کتاب برای نخستین بار هری با مسائل جدی و بزرگسالانه روبه‌رو می‌شود و کم‌کم از دنیای کودکانه خود خارج می‌شود. دوستش، سدریک دیگوری به دست ولدمورت کشته می‌شود و هری برای نخستین بار با تجربه کردن عشق، به هم‌مدرسه‌ایش چو چانگ علاقه‌مند می‌گردد. ∗
در ادامهٔ سیر تحول شخصیتی هری پاتر، در هری پاتر و محفل ققنوس، با تلاش‌های وزارت سحر و جادو برای انکار بازگشت ولدمورت روبه‌رو می‌شویم و هری که در همه حال اصرار دارد که ولدمورت بازگشته‌است، با مشکلات عدیده‌ای دست به گریبان است. هری متوجه می‌شود که ذهنش با ذهن ولدمورت در ارتباط است و در انتها با تصور اینکه سیریوس به دست ولدمورت در حال شکنجه‌است به وزارت سحر و جادو می‌رود ولی متوجه می‌شود که تمام اینها نقشه‌ای بوده که ولدمورت برای کشانیدن هری به آنجا برای پی بردن به پیشگویی که در سازمان اسرار قرار دارد طرح‌ریزی شده‌است. پیشگویی به‌طور اتفاقی می‌شکند و این امر باعث پی بردن وزارت سحر و جادو به بازگشت ولدمورت می‌شود؛ ولی در طی نبردی، سیریوس، پدرخوانده هری به طرز تراژدیکی کشته می‌شود. در پایان، هری که به سختی با غم مرگ سیریوس دست و پنجه نرم می‌کند توسط دامبلدور آگاه می‌شود که این پیشگویی دربارهٔ وی و ولدمورت انجام شده و بر این دلالت دارد که یکی از آنان باید به دست دیگری کشته شود. شنیدن این پیشگویی، ضربه سخت دیگری به هری وارد می‌آورد که نقش مهمی در تحول شخصیتی او دارد. هری در این کتاب سرانجام پی می‌برد که که یا باید قاتل باشد یا قربانی و چاره دیگری ندارد. همچنین در طول کتاب، با نخستین شکست عاطفی خود نیز رو به رو شده و چو چانگ او را ترک می‌کند. این عوامل دست در دست هم داده و هری را آماده گذر از دوره نوجوانی و ورود به دوره بزرگسالی می‌نماید. ∗
در هری پاتر و شاهزاده دورگه، هری در راه تلاش برای برای آگاهی از چگونگی کشتن ولدمورت، توسط دامبلدور آگاه می‌شود که ولدمورت برای جاودانه‌ماندن از اشیایی به نام جان پیچ استفاده کرده‌است و روح خود را (که تکه‌تکه کرده‌است) در این اشیا نگه‌داری می‌کند. این جان‌پیچ‌ها از شش شی که عبارت‌اند از دفترچه خاطرات ولدمورت (که هری آن را نابود کرد)، انگشتر گونت (که دامبلدور آن را نابود کرد)، قاب‌آویز اسلایترین، فنجان هافلپاف، مار ولدمورت و نیم‌تاج ریونکلا تشکیل شده‌اند و هری پی می‌برد تا زمان نابود شدن جان پیچ‌ها، کشتن ولدمورت غیرممکن است. در پایان هری و دامبلدور در پی تلاشی ناموفق برای یافتن یکی از جان‌پیچ‌ها از مدرسه خارج می‌شوند ولی پس از بازگشت به مدرسه در طی اتفاقی غیرقابل باور دامبلدور به دست اسنیپ (که خود را شاهزاده دورگه می‌نامد) کشته می‌شود. هری در طول کتاب به جینی ویزلی خواهر رون علاقه‌مند می‌شود ولی در پایان کتاب و پس از مرگ دامبلدور، با فداکاری از جینی و از هاگوارتز جدا می‌شود و تصمیم می‌گیرد که دیگر به هاگوارتز بازنگردد بلکه در ادامهٔ راه دامبلدور، همراه با رون و هرماینی، برای نابودی جان پیچ‌های ولدمورت تلاش کند. هری در پایان این کتاب کاملاً بالغ شده و دیگر متوجه می‌شود که دیگر کسی را ندارد که او را راهنمایی کند بلکه باید او خود در مسیر صحیح گام بردارد.∗

### هری پاتر: یک بزرگسال
کتاب هفتم هری پاتر، داستان رو در رویی نهایی خیر و شر را روایت می‌کند. در هری پاتر و یادگاران مرگ وزارتخانه به اشغال طرفداران ولدمورت درمی‌آید و هری تحت تعقیب قرار می‌گیرد. در پی تعقیب و گریزهایی طولانی با عوامل ولدمورت هری با کمک رون و هرماینی و پس از تلاش زیاد سرانجام موفق می‌شود سه جان‌پیچ دیگر ولدمورت (به جز مار) را پیدا و نابود کند ولی سرانجام پی می‌برد که مرگ دامبلدور نقشهٔ مشترک دامبلدور و اسنیپ بوده و در واقع اسنیپ خائن نبوده‌است. با مرگ اسنیپ هری وارد خاطرات او می‌شود و پی می‌برد که خود او نیز جان‌پیچ هفتمی است که به‌طور ناخواسته و توسط ولدمورت ساخته شده و باید کشته‌شود تا ولدمورت فانی شود. هری با فداکاری به نزد ولدمورت می‌رود و ولدمورت با کشتن هری باعث نابودی قطعهٔ روح خود در بدن هری می‌گردد ولی در طی رخدادی، چون ولدمورت از خون هری برای بازگشت به قدرت استفاده‌کرده‌است، هری دوباره زنده می‌شود. در اواخر کتاب، مار ولدمورت توسط نویل لانگ‌باتم، یکی از دوستان هری نابود می‌شود و با این رخداد ولدمورت سرانجام به انسانی فانی تبدیل می‌گردد. هری، در طول این کتاب، به عنوان شخصی کاملاً عاقل و بالغ، راه صحیح را پیدا می‌کند و سرانجام با استفاده از هوش و ذکاوت خود و چوبدستی برتر (چوبدستی دامبلدور که ولدمورت آن را تصاحب کرد)، در دوئلی موفق می‌شود ولدمورت را نابود کرده و جامعه جادوگری را رهایی بخشد.∗
در موخرهٔ کتاب هفت و مصاحبه‌های رولینگ پس از آن، متوجه می‌شویم که هری نوزده سال بعد، دربخش کارآگاهان وزارت سحر و جادو مشغول کار است. هری با جینی ویزلی ازدواج کرده و صاحب سه فرزند می‌شود که نام آن‌ها را «جیمز سیریوس» (به یاد پدر و پدرخوانده‌اش)، «آلبوس سوروس» (به یاد دو مدیر شجاع هاگوارتز) و «لی‌لی لونا» (به یاد مادرش) می‌گذارد. رولینگ هیچگاه اشاره نکرده که آیا او برای اتمام سال هفتم به هاگوارتز بازمی‌گردد یا خیر ولی گفته‌است که می‌تواند او را در حال سخنرانی‌هایی دربارهٔ جادوی سیاه در هاگوارتز ببیند.∗

## شخصیت

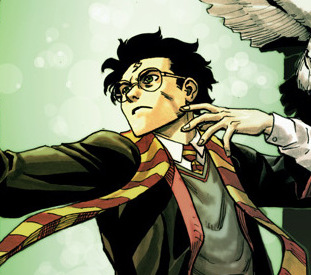
نقاشی از هری پاتر

### ظاهر
به گفته کتاب‌ها و افرادی که با هری برخورد می‌کنند، ظاهر هری بسیار شبیه پدرش است (به ویژه صورت، دهان و ابرویش) البته چشمانش شبیه مادرش است و موهایش نیز همانند پدرش نامرتب و در قسمت عقب کمی برجسته‌است. از طرفی چشمان هری همانند مادرش به رنگ سبز فندقی است. دارای بدن ظریف و لاغری است. وی زخمی به شکل صاعقه در روی پیشانی و بالای چشم راست خود دارد که یادگار زمانی است که ولدمورت در کودکی به قتل وی اقدام کرد. این ظاهر، با عینکی با قاب کاملاً گرد که از چند جا شکسته‌است و هری آن را همیشه به چشم می‌زند کامل می‌شود.

### ترس‌ها
هری در گروه گریفیندور (گروه افراد شجاع و دلاور) جای دارد و ترس‌های زیادی را نمی‌توان به او نسبت داد. با این وجود در کتاب زندانی آزکابان، هری در قطار سریع‌السیر هاگوارتز با یک دیوانه‌ساز، موجودی که بدترین خاطرات انسان را به یادش می‌آورد و شادی‌ها را می‌بلعد، روبه‌رو می‌شود. پس از آن، هنگامی که پروفسور لوپین، استاد دفاع در برابر جادوی سیاه، هری را با یک لولوخورخوره (جانوری که به شکل هرچه که انسان از آن بیشتر وحشت دارد درمی‌آید) مواجه می‌کند، لولوخورخوره به شکل یک دیوانه‌ساز درمی‌آید. لوپین این‌طور نتیجه می‌گیرد که «چیزی که هری را بیشتر از همه می‌ترساند، خود ترس است». همچنین طبق برخی از گفته ها او از تاریکی نیز می ترسیده است.

### علایق و توانمندی‌ها
سرگرمی شماره ۱ و محبوب هری، ورزش جادویی کوییدیچ است. هری در این بازی استعداد خاصی دارد که به نظر می‌رسد آن را از پدرش به ارث برده باشد. همچنین درس مورد علاقه او در مدرسه، دفاع در برابر جادوی سیاه است، تنها درسی که وی در امتحانات سمج آن، نمره «عالی» کسب می‌کند. توانایی‌های او در این درس از کتاب اول شکل می‌گیرد، با این وجود از کتاب سوم این توانایی رو به گسترش می‌گذارد بدین ترتیب که هری در سال سال سوم موفق به ساخت یک سپر مدافع (جادویی بسیار دشوار که حتی بسیاری از جادوگران بزرگسال نیز قادر به انجام آن نیستند) می‌گردد و در سال چهارم، برای شرکت در مسابقات دشوار سه جادوگر، طلسم‌های دفاعی بسیاری را با کمک هرمیون فرا می‌گیرد و در انتها، در دوئلی با ولدمورت موفق می‌شود از دست وی فرار کند. این توانایی به حدی می‌رسد که در سال پنجم هری اقدام به تشکیل گروهی به نام ارتش دامبلدور می‌نماید و این جادوهای دفاعی را به دیگر دانش‌آموزان مدرسه آموزش می‌دهد. توانایی ویژه دیگر هری پاتر مار زبانی است بدین صورت که وی می‌تواند به زبان مارها سخن گوید. (البته این توانایی به دلیل ورود قسمتی از روح ولدمورت به بدنش شکل گرفته و در کتاب هفتم، پس از نابود شدن این قسمت از روح ولدمورت، هری این توانایی را از دست می‌دهد. همچنین به گفته رولینگ کتاب مورد علاقه هری کوییدیچ در گذر زمان نوشته کنیل ورتی ویسیپ است، کتابی که در واقع خود رولینگ برای کمک به مؤسسه کمیک ریلیف آن را نوشت.

### دارایی‌ها
به عنوان یک جادوگر، مهم‌ترین دارایی هری چوبدستی جادویی اوست.
چوبدستی هری از چوب درخت خاص ساخته شده و طول آن ۲۷٫۵ سانتی‌متر است. در وسط این چوبدستی پر ققنوسی وجود دارد. لنگهٔ دیگر چوبدستی هری در دست ولدمورت است.
از دیگر دارایی‌های هری می‌توان به شنل نامریی (که در خانواده‌شان نسل به نسل چرخیده و از پدرش به او رسیده‌است)، جاروی پرنده اش نیمبوس ۲۰۰۰(که احتمالاً پروفسور مک گونگال برایش خریده‌است و در سال سوم تحصیل توسط بید کتک زن شکست) و جاروی دیگر و فوق‌العاده‌ای به نام «آذرخش» (که سیریوس بلک آن را برایش خریده‌است)، و جغد سفیدرنگ او هدویگ که روبیوس هاگرید آن را برایش خریده‌است (در کتاب هفتم به دست یکی از مرگ خواران کشته شد) اشاره کرد.
همچنین با مرگ پدرخوانده هری (سیریوس بلک) طبق وصیت‌نامه سیریوس کلیه اموال خاندان بلک به هری به ارث رسید که از جملهٔ آن می‌توان به خانه شماره ۱۲ میدان گریمولد (قرارگاه پیشین محفل ققنوس) و جن خانگی آن‌ها به نام کریچر اشاره کرد.البته باید به سنگ زندگی (یکی از یادگاران) که پوروفسور دامبلدور به اون در (هری پاتر و یادگاران مرگ)به او داد و چوب دست کهن(یکی دیگر از یادگاران)که در دست پوروفسور دامبلدور بود را اینگونه که دامبلدور توسط دراکو مالفوی خلع سلاح شد و بعدا در خانه مالفوی هری پاتر دراکو مالفوی را خلع سلاح کرد به دست هری رسید که باعث میشود هری پاتر ارباب یادگاران(کسی که تمام یادگاران مرگ یعنی{شنل نامرئی،سنگ زندگی و چوب دست کهن} را داشته باشد) باشد.که البته هری پاتر چوب دست کهن را در دره ای نزدیک هاگوارز انداخت.و سنگ زندگی را در جنگل تاریک رها کرد.

## خانواده
بر اساس کتاب‌ها، هری پاتر فرزند لی‌لی و جیمز پاتر متولد ۳۱ ژوئیه ۱۹۸۰ است. هری از یک سالگی یتیم شد و نزد خاله و شوهرخاله‌اش زندگی کرد. خاله و شوهرخاله‌اش علت واقعی مرگ پدر و مادرش را از او پنهان کردند و به دروغ به وی گفتند که پدر و مادرش طی یک تصادف اتومبیل کشته شده‌اند. با ازدواج او با جینی ویزلی خانوادهٔ پورل با خاندان بلک مرتبط می‌شوند. روشن نیست که آیا قبلاً نیز ازدواجی بین این دو خاندان رخ داده‌است یا نه. (هر چند که این امر محتمل است، زیرا این دو خاندان هر دو از خاندان‌های باستانی و اصیل جادوگری بوده‌اند)
|  |  |                   |                |                |                |                |                |               |               |               |               |              |              |                  |                  |                  |                  |                  |                  |              |              |               |               |               |               |               |               |             |             | خانواده پورل |             |            |            |             |             |              |              |                   |                   |                   |                   |                   |                   |              |              |              |              |              |              |              |              |              |              |                 |                 |                 |                 |                 |                 |            |            |            |            |            |            |                 |                 |                 |                 |                 |                 |           |           |  |  |  |  |  |  |  |  |  |  |  |  |  |  |  |  |  |  |
|  |  | سالازار اسلایترین |                |                |                |                |                |               |               |               |               |              |              |                  |                  |                  |                  |                  |                  |              |              |               |               |               |               |               |               |             |             |              |             |            |            |             |             |              |              |                   |                   |                   |                   |                   |                   |              |              |              |              |              |              |              |              |              |              |                 |                 |                 |                 |                 |                 |            |            |            |            |            |            |                 |                 |                 |                 |                 |                 |           |           |  |  |  |  |  |  |  |  |  |  |  |  |  |  |  |  |  |  |
|  |  |                   |                |                |                |                |                |               |               |               |               |              |              |                  |                  |                  |                  |                  |                  |              |              |               |               |               |               |               |               |             |             |              |             |            |            |             |             |              |              |                   |                   |                   |                   |                   |                   |              |              |              |              |              |              |              |              |              |              |                 |                 |                 |                 |                 |                 |            |            |            |            |            |            |                 |                 |                 |                 |                 |                 |           |           |  |  |  |  |  |  |  |  |  |  |  |  |  |  |  |  |  |  |
|  |  |                   |                |                |                |                |                |               |               | انتیاچ پورل   | انتیاچ پورل   | انتیاچ پورل  | انتیاچ پورل  | انتیاچ پورل      | انتیاچ پورل      |                  |                  | کادمس پورل       | کادمس پورل       | کادمس پورل   | کادمس پورل   | کادمس پورل    | کادمس پورل    |               |               |               |               |             |             |              |             |            |            |             |             |              |              |                   |                   |                   |                   | ایگنوتس پورل      | ایگنوتس پورل      | ایگنوتس پورل | ایگنوتس پورل | ایگنوتس پورل | ایگنوتس پورل |              |              |              |              |              |              |                 |                 |                 |                 |                 |                 |            |            |            |            |            |            |                 |                 |                 |                 |                 |                 |           |           |  |  |  |  |  |  |  |  |  |  |  |  |  |  |  |  |  |  |
|  |  |                   |                |                |                |                |                |               |               | انتیاچ پورل   | انتیاچ پورل   | انتیاچ پورل  | انتیاچ پورل  | انتیاچ پورل      | انتیاچ پورل      |                  |                  | کادمس پورل       | کادمس پورل       | کادمس پورل   | کادمس پورل   | کادمس پورل    | کادمس پورل    |               |               |               |               |             |             |              |             |            |            |             |             |              |              |                   |                   |                   |                   | ایگنوتس پورل      | ایگنوتس پورل      | ایگنوتس پورل | ایگنوتس پورل | ایگنوتس پورل | ایگنوتس پورل |              |              |              |              |              |              |                 |                 |                 |                 |                 |                 |            |            |            |            |            |            |                 |                 |                 |                 |                 |                 |           |           |  |  |  |  |  |  |  |  |  |  |  |  |  |  |  |  |  |  |
|  |  | نسل‌های زیاد       | نسل‌های زیاد    | نسل‌های زیاد    | نسل‌های زیاد    | نسل‌های زیاد    | نسل‌های زیاد    |               |               |               |               |              |              |                  |                  |                  |                  | نسل‌های زیاد      | نسل‌های زیاد      | نسل‌های زیاد  | نسل‌های زیاد  | نسل‌های زیاد   | نسل‌های زیاد   |               |               |               |               |             |             |              |             |            |            |             |             |              |              |                   |                   |                   |                   | نسل‌های زیاد       | نسل‌های زیاد       | نسل‌های زیاد  | نسل‌های زیاد  | نسل‌های زیاد  | نسل‌های زیاد  |              |              |              |              |              |              |                 |                 |                 |                 |                 |                 |            |            |            |            |            |            |                 |                 |                 |                 |                 |                 |           |           |  |  |  |  |  |  |  |  |  |  |  |  |  |  |  |  |  |  |
|  |  | نسل‌های زیاد       | نسل‌های زیاد    | نسل‌های زیاد    | نسل‌های زیاد    | نسل‌های زیاد    | نسل‌های زیاد    |               |               |               |               |              |              |                  |                  |                  |                  | نسل‌های زیاد      | نسل‌های زیاد      | نسل‌های زیاد  | نسل‌های زیاد  | نسل‌های زیاد   | نسل‌های زیاد   |               |               |               |               |             |             |              |             |            |            |             |             |              |              |                   |                   |                   |                   | نسل‌های زیاد       | نسل‌های زیاد       | نسل‌های زیاد  | نسل‌های زیاد  | نسل‌های زیاد  | نسل‌های زیاد  |              |              |              |              |              |              |                 |                 |                 |                 |                 |                 |            |            |            |            |            |            |                 |                 |                 |                 |                 |                 |           |           |  |  |  |  |  |  |  |  |  |  |  |  |  |  |  |  |  |  |
|  |  |                   |                |                |                |                |                |               |               | ماروولو گونت  |               |              |              |                  |                  |                  |                  |                  |                  |              |              |               |               |               |               |               |               |             |             |              |             |            |            |             |             |              |              |                   |                   |                   |                   |                   |                   |              |              |              |              |              |              |              |              |              |              |                 |                 |                 |                 |                 |                 |            |            |            |            |            |            |                 |                 |                 |                 |                 |                 |           |           |  |  |  |  |  |  |  |  |  |  |  |  |  |  |  |  |  |  |
|  |  |                   |                |                |                |                |                |               |               |               |               |              |              |                  |                  |                  |                  |                  |                  |              |              |               |               |               |               |               |               |             |             | خاندان بلک   |             |            |            |             |             |              |              |                   |                   |                   |                   |                   |                   |              |              |              |              |              |              |              |              |              |              |                 |                 |                 |                 |                 |                 |            |            |            |            |            |            |                 |                 |                 |                 |                 |                 |           |           |  |  |  |  |  |  |  |  |  |  |  |  |  |  |  |  |  |  |
|  |  |                   |                |                |                |                |                |               |               |               |               |              |              |                  |                  |                  |                  |                  |                  |              |              |               |               |               |               |               |               |             |             |              |             |            |            |             |             |              |              |                   |                   |                   |                   |                   |                   |              |              |              |              |              |              |              |              |              |              |                 |                 |                 |                 |                 |                 |            |            |            |            |            |            |                 |                 |                 |                 |                 |                 |           |           |  |  |  |  |  |  |  |  |  |  |  |  |  |  |  |  |  |  |
|  |  | مورفین گونت       | مورفین گونت    | مورفین گونت    | مورفین گونت    | مورفین گونت    | مورفین گونت    |               |               | مروپ گونت     | مروپ گونت     | مروپ گونت    | مروپ گونت    | مروپ گونت        | مروپ گونت        |                  |                  | تام ریدل پدر     | تام ریدل پدر     | تام ریدل پدر | تام ریدل پدر | تام ریدل پدر  | تام ریدل پدر  |               |               |               |               |             |             |              |             |            |            |             |             |              |              |                   |                   |                   |                   |                   |                   |              |              |              |              |              |              |              |              |              |              |                 |                 |                 |                 |                 |                 |            |            |            |            |            |            |                 |                 |                 |                 |                 |                 |           |           |  |  |  |  |  |  |  |  |  |  |  |  |  |  |  |  |  |  |
|  |  | مورفین گونت       | مورفین گونت    | مورفین گونت    | مورفین گونت    | مورفین گونت    | مورفین گونت    |               |               | مروپ گونت     | مروپ گونت     | مروپ گونت    | مروپ گونت    | مروپ گونت        | مروپ گونت        |                  |                  | تام ریدل پدر     | تام ریدل پدر     | تام ریدل پدر | تام ریدل پدر | تام ریدل پدر  | تام ریدل پدر  |               |               |               |               |             |             |              |             |            |            |             |             |              |              |                   |                   |                   |                   |                   |                   |              |              |              |              |              |              |              |              |              |              |                 |                 |                 |                 |                 |                 |            |            |            |            |            |            |                 |                 |                 |                 |                 |                 |           |           |  |  |  |  |  |  |  |  |  |  |  |  |  |  |  |  |  |  |
|  |  |                   |                |                |                |                |                |               |               |               |               |              |              |                  |                  |                  |                  |                  |                  |              |              |               |               |               |               |               |               |             |             |              |             |            |            |             |             |              |              |                   |                   |                   |                   |                   |                   |              |              |              |              |              |              |              |              |              |              |                 |                 |                 |                 |                 |                 |            |            |            |            |            |            |                 |                 |                 |                 |                 |                 |           |           |  |  |  |  |  |  |  |  |  |  |  |  |  |  |  |  |  |  |
|  |  |                   |                |                |                |                |                |               |               |               |               |              |              | تام ماروولو ریدل | تام ماروولو ریدل | تام ماروولو ریدل | تام ماروولو ریدل | تام ماروولو ریدل | تام ماروولو ریدل |              |              | سپتیموس ویزلی | سپتیموس ویزلی | سپتیموس ویزلی | سپتیموس ویزلی | سپتیموس ویزلی | سپتیموس ویزلی |             |             | سدرلا بلک    | سدرلا بلک   | سدرلا بلک  | سدرلا بلک  | سدرلا بلک   | سدرلا بلک   |              |              | آقا و خانم دورسلی | آقا و خانم دورسلی | آقا و خانم دورسلی | آقا و خانم دورسلی | آقا و خانم دورسلی | آقا و خانم دورسلی |              |              |              |              |              |              |              |              |              |              | آقا و خانم اونز | آقا و خانم اونز | آقا و خانم اونز | آقا و خانم اونز | آقا و خانم اونز | آقا و خانم اونز |            |            |            |            |            |            | آقا و خانم پاتر | آقا و خانم پاتر | آقا و خانم پاتر | آقا و خانم پاتر | آقا و خانم پاتر | آقا و خانم پاتر |           |           |  |  |  |  |  |  |  |  |  |  |  |  |  |  |  |  |  |  |
|  |  |                   |                |                |                |                |                |               |               |               |               |              |              | تام ماروولو ریدل | تام ماروولو ریدل | تام ماروولو ریدل | تام ماروولو ریدل | تام ماروولو ریدل | تام ماروولو ریدل |              |              | سپتیموس ویزلی | سپتیموس ویزلی | سپتیموس ویزلی | سپتیموس ویزلی | سپتیموس ویزلی | سپتیموس ویزلی |             |             | سدرلا بلک    | سدرلا بلک   | سدرلا بلک  | سدرلا بلک  | سدرلا بلک   | سدرلا بلک   |              |              | آقا و خانم دورسلی | آقا و خانم دورسلی | آقا و خانم دورسلی | آقا و خانم دورسلی | آقا و خانم دورسلی | آقا و خانم دورسلی |              |              |              |              |              |              |              |              |              |              | آقا و خانم اونز | آقا و خانم اونز | آقا و خانم اونز | آقا و خانم اونز | آقا و خانم اونز | آقا و خانم اونز |            |            |            |            |            |            | آقا و خانم پاتر | آقا و خانم پاتر | آقا و خانم پاتر | آقا و خانم پاتر | آقا و خانم پاتر | آقا و خانم پاتر |           |           |  |  |  |  |  |  |  |  |  |  |  |  |  |  |  |  |  |  |
|  |  |                   |                |                |                |                |                |               |               |               |               |              |              |                  |                  |                  |                  |                  |                  |              |              |               |               |               |               |               |               |             |             |              |             |            |            |             |             |              |              |                   |                   |                   |                   |                   |                   |              |              |              |              |              |              |              |              |              |              |                 |                 |                 |                 |                 |                 |            |            |            |            |            |            |                 |                 |                 |                 |                 |                 |           |           |  |  |  |  |  |  |  |  |  |  |  |  |  |  |  |  |  |  |
|  |  |                   |                |                |                |                |                |               |               |               |               |              |              |                  |                  |                  |                  |                  |                  |              |              |               |               |               |               |               |               |             |             |              |             |            |            |             |             |              |              |                   |                   |                   |                   |                   |                   |              |              |              |              |              |              |              |              |              |              |                 |                 |                 |                 |                 |                 |            |            |            |            |            |            |                 |                 |                 |                 |                 |                 |           |           |  |  |  |  |  |  |  |  |  |  |  |  |  |  |  |  |  |  |
|  |  | آپولاین دلاکور    | آپولاین دلاکور | آپولاین دلاکور | آپولاین دلاکور | آپولاین دلاکور | آپولاین دلاکور |               |               | آقای دلاکور   | آقای دلاکور   | آقای دلاکور  | آقای دلاکور  | آقای دلاکور      | آقای دلاکور      |                  |                  | مالی پریوت       | مالی پریوت       | مالی پریوت   | مالی پریوت   | مالی پریوت    | مالی پریوت    |               |               | آرتور ویزلی   | آرتور ویزلی   | آرتور ویزلی | آرتور ویزلی | آرتور ویزلی  | آرتور ویزلی |            |            | مارچ دورسلی | مارچ دورسلی | مارچ دورسلی  | مارچ دورسلی  | مارچ دورسلی       | مارچ دورسلی       |                   |                   | ورنون دورسلی      | ورنون دورسلی      | ورنون دورسلی | ورنون دورسلی | ورنون دورسلی | ورنون دورسلی |              |              | پتونیا اونز  | پتونیا اونز  | پتونیا اونز  | پتونیا اونز  | پتونیا اونز     | پتونیا اونز     |                 |                 | لی‌لی اونز       | لی‌لی اونز       | لی‌لی اونز  | لی‌لی اونز  | لی‌لی اونز  | لی‌لی اونز  |            |            | جیمز پاتر       | جیمز پاتر       | جیمز پاتر       | جیمز پاتر       | جیمز پاتر       | جیمز پاتر       |           |           |  |  |  |  |  |  |  |  |  |  |  |  |  |  |  |  |  |  |
|  |  | آپولاین دلاکور    | آپولاین دلاکور | آپولاین دلاکور | آپولاین دلاکور | آپولاین دلاکور | آپولاین دلاکور |               |               | آقای دلاکور   | آقای دلاکور   | آقای دلاکور  | آقای دلاکور  | آقای دلاکور      | آقای دلاکور      |                  |                  | مالی پریوت       | مالی پریوت       | مالی پریوت   | مالی پریوت   | مالی پریوت    | مالی پریوت    |               |               | آرتور ویزلی   | آرتور ویزلی   | آرتور ویزلی | آرتور ویزلی | آرتور ویزلی  | آرتور ویزلی |            |            | مارچ دورسلی | مارچ دورسلی | مارچ دورسلی  | مارچ دورسلی  | مارچ دورسلی       | مارچ دورسلی       |                   |                   | ورنون دورسلی      | ورنون دورسلی      | ورنون دورسلی | ورنون دورسلی | ورنون دورسلی | ورنون دورسلی |              |              | پتونیا اونز  | پتونیا اونز  | پتونیا اونز  | پتونیا اونز  | پتونیا اونز     | پتونیا اونز     |                 |                 | لی‌لی اونز       | لی‌لی اونز       | لی‌لی اونز  | لی‌لی اونز  | لی‌لی اونز  | لی‌لی اونز  |            |            | جیمز پاتر       | جیمز پاتر       | جیمز پاتر       | جیمز پاتر       | جیمز پاتر       | جیمز پاتر       |           |           |  |  |  |  |  |  |  |  |  |  |  |  |  |  |  |  |  |  |
|  |  |                   |                |                |                |                |                |               |               |               |               |              |              |                  |                  |                  |                  |                  |                  |              |              |               |               |               |               |               |               |             |             |              |             |            |            |             |             |              |              |                   |                   |                   |                   |                   |                   |              |              |              |              |              |              |              |              |              |              |                 |                 |                 |                 |                 |                 |            |            |            |            |            |            |                 |                 |                 |                 |                 |                 |           |           |  |  |  |  |  |  |  |  |  |  |  |  |  |  |  |  |  |  |
|  |  |                   |                |                |                |                |                |               |               |               |               |              |              |                  |                  |                  |                  |                  |                  |              |              |               |               |               |               |               |               |             |             |              |             |            |            |             |             |              |              |                   |                   |                   |                   |                   |                   |              |              |              |              |              |              |              |              |              |              |                 |                 |                 |                 |                 |                 |            |            |            |            |            |            |                 |                 |                 |                 |                 |                 |           |           |  |  |  |  |  |  |  |  |  |  |  |  |  |  |  |  |  |  |
|  |  |                   |                |                |                | گابریل دلاکور  | گابریل دلاکور  | گابریل دلاکور | گابریل دلاکور | گابریل دلاکور | گابریل دلاکور |              |              | چارلی ویزلی      | چارلی ویزلی      | چارلی ویزلی      | چارلی ویزلی      | چارلی ویزلی      | چارلی ویزلی      |              |              | فرد ویزلی     | فرد ویزلی     | فرد ویزلی     | فرد ویزلی     | فرد ویزلی     | فرد ویزلی     |             |             |              |             |            |            |             |             |              |              |                   |                   |                   |                   |                   |                   |              |              | دادلی دورسلی | دادلی دورسلی | دادلی دورسلی | دادلی دورسلی | دادلی دورسلی | دادلی دورسلی |              |              |                 |                 |                 |                 |                 |                 |            |            |            |            |            |            |                 |                 |                 |                 |                 |                 |           |           |  |  |  |  |  |  |  |  |  |  |  |  |  |  |  |  |  |  |
|  |  |                   |                |                |                | گابریل دلاکور  | گابریل دلاکور  | گابریل دلاکور | گابریل دلاکور | گابریل دلاکور | گابریل دلاکور |              |              | چارلی ویزلی      | چارلی ویزلی      | چارلی ویزلی      | چارلی ویزلی      | چارلی ویزلی      | چارلی ویزلی      |              |              | فرد ویزلی     | فرد ویزلی     | فرد ویزلی     | فرد ویزلی     | فرد ویزلی     | فرد ویزلی     |             |             |              |             |            |            |             |             |              |              |                   |                   |                   |                   |                   |                   |              |              | دادلی دورسلی | دادلی دورسلی | دادلی دورسلی | دادلی دورسلی | دادلی دورسلی | دادلی دورسلی |              |              |                 |                 |                 |                 |                 |                 |            |            |            |            |            |            |                 |                 |                 |                 |                 |                 |           |           |  |  |  |  |  |  |  |  |  |  |  |  |  |  |  |  |  |  |
|  |  |                   |                |                |                |                |                |               |               |               |               |              |              |                  |                  |                  |                  |                  |                  |              |              |               |               |               |               |               |               |             |             |              |             |            |            |             |             |              |              |                   |                   |                   |                   |                   |                   |              |              |              |              |              |              |              |              |              |              |                 |                 |                 |                 |                 |                 |            |            |            |            |            |            |                 |                 |                 |                 |                 |                 |           |           |  |  |  |  |  |  |  |  |  |  |  |  |  |  |  |  |  |  |
|  |  | فلور دلاکور       | فلور دلاکور    | فلور دلاکور    | فلور دلاکور    | فلور دلاکور    | فلور دلاکور    |               |               | ویلیام ویزلی  | ویلیام ویزلی  | ویلیام ویزلی | ویلیام ویزلی | ویلیام ویزلی     | ویلیام ویزلی     |                  |                  |                  |                  | پرسی ویزلی   | پرسی ویزلی   | پرسی ویزلی    | پرسی ویزلی    | پرسی ویزلی    | پرسی ویزلی    |               |               | جورج ویزلی  | جورج ویزلی  | جورج ویزلی   | جورج ویزلی  | جورج ویزلی | جورج ویزلی |             |             | هرمیون گرنجر | هرمیون گرنجر | هرمیون گرنجر      | هرمیون گرنجر      | هرمیون گرنجر      | هرمیون گرنجر      |                   |                   | رونالد ویزلی | رونالد ویزلی | رونالد ویزلی | رونالد ویزلی | رونالد ویزلی | رونالد ویزلی |              |              | جینورا ویزلی | جینورا ویزلی | جینورا ویزلی    | جینورا ویزلی    | جینورا ویزلی    | جینورا ویزلی    |                 |                 | هری پاتر   | هری پاتر   | هری پاتر   | هری پاتر   | هری پاتر   | هری پاتر   |                 |                 |                 |                 |                 |                 |           |           |  |  |  |  |  |  |  |  |  |  |  |  |  |  |  |  |  |  |
|  |  | فلور دلاکور       | فلور دلاکور    | فلور دلاکور    | فلور دلاکور    | فلور دلاکور    | فلور دلاکور    |               |               | ویلیام ویزلی  | ویلیام ویزلی  | ویلیام ویزلی | ویلیام ویزلی | ویلیام ویزلی     | ویلیام ویزلی     |                  |                  |                  |                  | پرسی ویزلی   | پرسی ویزلی   | پرسی ویزلی    | پرسی ویزلی    | پرسی ویزلی    | پرسی ویزلی    |               |               | جورج ویزلی  | جورج ویزلی  | جورج ویزلی   | جورج ویزلی  | جورج ویزلی | جورج ویزلی |             |             | هرمیون گرنجر | هرمیون گرنجر | هرمیون گرنجر      | هرمیون گرنجر      | هرمیون گرنجر      | هرمیون گرنجر      |                   |                   | رونالد ویزلی | رونالد ویزلی | رونالد ویزلی | رونالد ویزلی | رونالد ویزلی | رونالد ویزلی |              |              | جینورا ویزلی | جینورا ویزلی | جینورا ویزلی    | جینورا ویزلی    | جینورا ویزلی    | جینورا ویزلی    |                 |                 | هری پاتر   | هری پاتر   | هری پاتر   | هری پاتر   | هری پاتر   | هری پاتر   |                 |                 |                 |                 |                 |                 |           |           |  |  |  |  |  |  |  |  |  |  |  |  |  |  |  |  |  |  |
|  |  |                   |                |                |                |                |                |               |               |               |               |              |              |                  |                  |                  |                  |                  |                  |              |              |               |               |               |               |               |               |             |             |              |             |            |            |             |             |              |              |                   |                   |                   |                   |                   |                   |              |              |              |              |              |              |              |              |              |              |                 |                 |                 |                 |                 |                 |            |            |            |            |            |            |                 |                 |                 |                 |                 |                 |           |           |  |  |  |  |  |  |  |  |  |  |  |  |  |  |  |  |  |  |
|  |  |                   |                |                |                |                |                |               |               |               |               |              |              |                  |                  |                  |                  |                  |                  |              |              |               |               |               |               |               |               |             |             |              |             |            |            |             |             |              |              |                   |                   |                   |                   |                   |                   |              |              |              |              |              |              |              |              |              |              |                 |                 |                 |                 |                 |                 |            |            |            |            |            |            |                 |                 |                 |                 |                 |                 |           |           |  |  |  |  |  |  |  |  |  |  |  |  |  |  |  |  |  |  |
|  |  | ویکتوار ویزلی     | ویکتوار ویزلی  | ویکتوار ویزلی  | ویکتوار ویزلی  | ویکتوار ویزلی  | ویکتوار ویزلی  |               |               | دیگر فرزندان  | دیگر فرزندان  | دیگر فرزندان | دیگر فرزندان | دیگر فرزندان     | دیگر فرزندان     |                  |                  |                  |                  |              |              |               |               |               |               |               |               | فرد ویزلی   | فرد ویزلی   | فرد ویزلی    | فرد ویزلی   | فرد ویزلی  | فرد ویزلی  |             |             | رز ویزلی     | رز ویزلی     | رز ویزلی          | رز ویزلی          | رز ویزلی          | رز ویزلی          |                   |                   | هوگو ویزلی   | هوگو ویزلی   | هوگو ویزلی   | هوگو ویزلی   | هوگو ویزلی   | هوگو ویزلی   |              |              | جیمز پاتر    | جیمز پاتر    | جیمز پاتر       | جیمز پاتر       | جیمز پاتر       | جیمز پاتر       |                 |                 | آلبوس پاتر | آلبوس پاتر | آلبوس پاتر | آلبوس پاتر | آلبوس پاتر | آلبوس پاتر |                 |                 | لی‌لی پاتر       | لی‌لی پاتر       | لی‌لی پاتر       | لی‌لی پاتر       | لی‌لی پاتر | لی‌لی پاتر |  |  |  |  |  |  |  |  |  |  |  |  |  |  |  |  |  |  |

توضیح: رنگ‌های مختلف دلالت بر نسل‌های مختلف دارند.